# Dichromapteryx didyma
Dichromapteryx didyma är en fjärilsart som beskrevs av Dyar 1912. Dichromapteryx didyma ingår i släktet Dichromapteryx och familjen snigelspinnare. Inga underarter finns listade i Catalogue of Life.